# Aerodramus salangana
Aerodramus salangana là một loài chim trong họ Apodidae.